# Уэльская народная музыка
Уэльская народная музыка — музыка, отображающая народные мотивы, идеи и легенды, связанные с Уэльсом и его жителями. Уэльс имеет сильную и отличительную связь с музыкой. Пение является важной частью валлийской национальной самобытности, и страну традиционно называют «страной песни». Это современный стереотип, основанный на концепциях нонконформистской хоровой музыки 19-го века и мужских голосовых хоров 20-го века, Eisteddfodau и пении на арене.
Исторически Уэльс ассоциировался с народной музыкой, хоровыми выступлениями, религиозной музыкой и духовыми оркестрами. Тем не менее, современная валлийская музыка — это процветающая сцена рока, лирики валлийского языка, современного фолка, джаза, поп-музыки и электронной музыки. В Великобритании особо отмечают рок-сцену в Ньюпорте, однажды названную «новый Сиэтл», и музыкальную сцену в Кардиффе, для которой город недавно был назван «Музыкальный город», поскольку он занимает второе место по количеству независимых музыкальных площадок в Соединенном Королевстве.

## История
Уэльс имеет историю народной музыки, связанной с кельтской музыкой таких стран, как Ирландия и Шотландия. У него есть отличительные инструменты и типы песни, и его часто слышат в twmpath (сессия народного танца), gŵyl werin (фольклорный фестиваль) или noson lawen (традиционная вечеринка, похожая на гэльский «Céilidh»). Современные уэльские народные музыканты иногда воссоздали традиции, которые были подавлены или забыты, и конкурировали с импортными и местными рок-и поп-тенденциями.
Уэльс имеет историю использования музыки в качестве основной формы общения. Гармония и частичное пение являются синонимами валлийской музыки. Примеры хорошо развитой вертикальной гармонии можно найти в рукописи Роберта ап Хью, датируемой 1600-ми годами. Этот текст содержит произведения валлийской музыки XIV и XV веков, которые демонстрируют удивительное гармоничное развитие. Самые старые известные традиционные песни из Уэльса — те, которые связаны с сезонными обычаями, такими как Мари Лвид или Охота на Рена, в которых обе церемонии содержат песни процессии, где повторение является музыкальной особенностью. Другими подобными церемониальными или праздничными традициями, связанными с песней, являются новогодний каленниг и приветствие весенних свечей, в которых за традиционным парусным спортом следовали танцевальные и праздничные песни. Во вторник масленичные дети пели «блинные песни», а летние колядки были связаны с фестивалем Калан Май.
В течение многих лет уэльская народная музыка была подавлена из-за действия Закона о союзе, который продвигал английский язык, и подъёма методистской церкви в XVIII и XIX веках. Церковь не одобряла традиционную музыку и танцы, хотя народные мелодии иногда использовались в гимнах. По крайней мере, с XII века валлийские барды и музыканты участвовали в музыкальных и поэтических конкурсах.
XVIII и XIX века, религиозная музыка
Музыка в Уэльсе часто связана с мужскими голосовыми хорами, такими как хор Морристона Орфея, мужской хор Кардиффского парка и хор Treorchy Male Voice, и пользуется всемирной репутацией в этой области. Эта традиция хорового пения была выражена в спортивных мероприятиях, особенно в национальном виде спорта по регби, в котором в 1905 году в начале международной спортивной встречи впервые прозвучал национальный гимн Уэльса «Вена Фи Фы Ндау».
Уэльская традиционная музыка пришла в упадок с появлением нонконформистской религии в XVIII веке, которая подчеркивала хоровое пение над инструментами и религиозное, а не светское использование музыки; традиционные музыкальные стили стали ассоциироваться с пьянством и безнравственностью. Развитие пения гимнов в Уэльсе тесно связано с возрождением уэльских методистов в конце 18 века. Гимны были популяризированы писателями, такими как Уильям Уильямс, в то время как другие были настроены на популярные светские мелодии или приняли валлийские балладные мелодии. Назначение Генри Миллса музыкальным надзирателем уэльских методистских собраний в 1780-х годах привело к улучшению пения по всему Уэльсу. Это привело к формированию местных музыкальных обществ, и в первой половине XIX века музыкальные учебники и сборники мелодий были напечатаны и распространены. Совместное пение получило новый импульс с появлением движения умеренности, в результате которого Хоровой союз Темперанса (образованный в 1854 году) организовывал ежегодные фестивали пения, в том числе пение гимнов объединёнными хорами. Публикация Llyfr Tonau Cynulleidfaol Джоном Робертсом в 1859 году дала собраниям набор стандартных мелодий, которые были бы менее сложными с неприкрашенными гармониями. Эта коллекция начала практику объединения вместе, чтобы петь мелодии из книги, положенной в основу Cymanfa Ganu (фестиваль пения гимнов). Примерно в то же время, растущая доступность музыки в тонической нотации sol-fa, которую пропагандируют такие люди, как Элеазар Робертс, позволяла читать музыку более свободно. Одним из особенно популярных гимнов этого периода был «Llef».
В 1860-х годах началось возрождение традиционной уэльской музыки, с образованием Национального общества Eisteddfod, за которым последовало учреждение Уэльских обществ в лондонской области и публикация Николаса Беннетта «Мелодии моей земли», сборник традиционных мелодий в 1890-х гг.
Светская музыка XIX—XXI веков
Традиция духовых оркестров, относящихся к викторианской эпохе, продолжается, особенно в долинах Южного Уэльса, причем уэльские группы, такие как Cory Band, являются одними из самых успешных в мире.
Хотя хоровая музыка валлийских композиторов в XIX веке была в основном религиозной, в ней постоянно создавалось множество светских песен. За такими композиторами, как Джозеф Пэрри, чье творчество Myfanwy до сих пор является любимой валлийской песней, последовали Дэвид Дженкинс и Д. Эмлин Эванс, которые специально разработали песни для викторианского музыкального рынка. Эти светские гимны были восприняты появляющимися мужскими голосовыми хорами, которые первоначально сформировались как тенор и басовые секции хоров часовни, но также пели вне церкви в форме отдыха и общения. Индустриальная рабочая сила привлекала меньше веселья английских хоровых клубов, а также избегала более крепкого милитаристского стиля музыки. Композиторы, такие как Чарльз Гуно, подражали уэльским современникам, таким как Пэрри, Протеро и Прайс, чтобы удовлетворить валлийскую любовь драматических рассказов, широких динамических контрастов и захватывающих кульминаций. Наряду с ростом мужского голоса во время индустриального периода, Уэльс также испытал рост популярности духовых оркестров. Группы были популярны среди рабочих классов и были приняты патерналистскими работодателями, которые рассматривали духовые оркестры как конструктивное занятие для своей рабочей силы. Среди известных артистов в течение девятнадцатого века были харизматичные певцы Роберт Рис (Eos Morlais) и Сара Эдит Винн, которые гастролировали за пределами Уэльса и помогли построить репутацию страны как «страну песен».
В двадцатом веке Уэльс создал большое количество классических и оперных солистов с международной репутацией, включая Бена Дэвиса, Герайнта Эванса, Роберта Тира, Брин Терфель, Гвинет Джонс, Маргарет Прайс, Ребекку Эванс и Хелен Уоттс, а также таких композиторов, как Алан Ходдинотт, Уильям Матиас и Карл Дженкинс. С 1980-х годов кроссоверы, такие как Кэтрин Дженкинс, Шарлотта Черч и Алед Джонс, стали выходить на первый план. Уэльская национальная опера, созданная в 1946 году, и конкурс BBC Cardiff Singer of the World, начатый в 1983 году, привлекли внимание к растущей репутации Уэльса как центра превосходства в классическом жанре.
Композитор и дирижёр Мэнсел Томас OBE (1909—1986), работавший в основном в Южном Уэльсе, был одним из самых влиятельных музыкантов своего поколения. В течение многих лет, нанятых BBC, он способствовал карьере многих композиторов и исполнителей. Он сам писал вокальную, хоровую, инструментальную и оркестровую музыку, специализируясь на постановке песен и поэзии. Многие из его оркестровых и камерных произведений основаны на валлийских народных песнях и танцах.
Популярная музыка после 1945 г.
После Второй мировой войны были созданы две значимые музыкальные организации: Уэльская национальная опера и Национальный оркестр BBC в Уэльсе. Оба были факторами, заставляющими композиторов Уэльса переходить от хоровых композиций к инструментальным и оркестровым произведениям. Современные валлийские композиторы, такие как Алан Ходдинотт и Уильям Матиас, создали крупномасштабные оркестровки, хотя оба вернулись к религиозным темам в своей работе. Оба мужчины также исследовали бы уэльскую культуру, когда Матиас установил музыку к произведениям Дилана Томаса, в то время как Ходдинотт, наряду с такими как Мервин Бёртч и Дэвид Уинн, находился под влиянием поэтического и мифического прошлого Уэльса.
В 20 веке многие сольные певцы из Уэльса стали не только национальными, но и международными звездами. Айвор Новелло, который был певцом-автором песен во время Первой мировой войны. Кроме того, оперные певцы, такие как Герайнт Эванс и позже Делм Брин-Джонс, нашли известность после Второй мировой войны. 1960-е годы ознаменовались появлением двух отличных уэльских актов, Тома Джонса и Ширли Басси, которые определяли уэльский вокальный стиль в течение нескольких поколений.
В 1960-х годах в Уэльсе произошли важные события в уэльской и англоязычной музыке. BBC уже выпустила радиопрограммы на уэльсском языке, такие как Носон Лоуэн в 1940-х годах, а в 1960-х корпорация последовала сюиту с телевизионными шоу Hob y Deri Dando и Disc a Dawn, дающими валлийским актам еженедельную сцену для продвижения своего звучания. Более уютная программа Gwlad y Gan была выпущена конкурирующим каналом TWW, который установил классические валлийские песни в идиллическом окружении и сыграл баритона с бриллиантом Ivor Emmanuel. Англо-американское культурное влияние оказало сильное влияние на молодых музыкантов: Том Джонс и Ширли Бэсси стали всемирно известными певцами. Чтобы не отставать, недолговечный Y Blew, родившийся в Университете Аберистуита, стал первой поп-группой на валлийском языке в 1967 году. За этим последовало в 1969 году создание звукозаписывающего лейбла Sain, одного из важнейших катализаторов перемен на музыкальной сцене валлийского языка.
В более современные времена была процветающая музыкальная сцена. Сцена на уэльском языке приобрела коммерческую популярность. Последовавшие за этим группы, такие как Anhrefn и Datblygu, нашли поддержку Джона Пила, одного из немногих диджеев за пределами Уэльса, отстаивающего музыку на уэльском языке.
Уэльс принял новую музыку 1980-х и 1990-х годов, особенно с процветающей рок-сценой, для которой город был назван «новый Сиэтл».
Начало XXI века произвело заслуживающий доверия уэльский «звук», принятый общественностью и прессой Великобритании. Музыкальные центры и концерты процветали в 2010-х годах, с заметным успехом музыкальной сцены в Кардиффе, для которой город недавно был назван «Музыкальный город».
В 2013 году прошел первый День музыки на валлийском языке, который проводится каждый год в феврале. Мероприятия отмечают использование уэльского языка в широком спектре музыкальных жанров, а в таких местах, как Womanby Street в Кардиффе, а также в Лондоне, Суонси, Бруклине и даже Будапеште.

## Стили уэльской музыки
Традиционная музыка
Ранние музыкальные традиции в 17-м и 18-м веках стали причиной появления более сложных колядок, в отличие от повторяющихся церемониальных песен. Эти колядки отличались сложной поэзией, некоторые пели под английские мелодии, но многие использовали мелодии уэльского языка, такие как «Ffarwel Ned Puw». Самая распространенная уэльская народная песня — это песня о любви, с лирикой, относящейся к горести расставания или восхвалению девушки. После песен о любви баллада была очень популярной формой песни с её рассказами о ручном труде, сельском хозяйстве и повседневной жизни. Популярными темами в 19 веке были убийства, эмиграция и угроза стихийных бедствий.
Инструмент, наиболее часто ассоциируемый с Уэльсом — это арфа, которая обычно считается национальным инструментом страны. Хотя он возник в Италии, тройная арфа (telyn deires, «трехрядная арфа») считается традиционной арфой Уэльса: в ней три ряда струн, каждый из которых представлен отдельно в полутоне. Пениллион — это традиционная форма уэльской певческой поэзии, сопровождаемая арфой, в которой певец и арфист следуют разным мелодиям, поэтому ударные слоги поэмы совпадают с ударными ритмами мелодии арфы.
Самые ранние письменные записи репертуара уэльских арфистов содержатся в рукописи Роберта ап Ху, в которой записано 30 древних произведений арфы, составляющих фрагмент утраченного репертуара средневековых уэльских бардов. Музыка была написана между 14 и 16 веками, передавалась в устной форме, затем записывалась в уникальной табулатуре, а затем копировалась в начале 17 века. Эта рукопись содержит самое раннее музыкальное произведение арфы из любой точки Европы и является одним из ключевых источников ранней уэльской музыки. Рукопись была источником длительных усилий, чтобы точно расшифровать музыку, которую она кодирует.
Скрипка является неотъемлемой частью валлийской народной музыки.
Народная музыка
К концу 1970-х годов Уэльс, как и многие его соседи, видел начало возрождения корней, которое можно проследить до народного певца и автора песен 1960-х годов Дафидда Ивана. Иван сыграл важную роль в создании современной уэльской фольклорной сцены и известен своими яростными патриотическими и националистическими песнями, а также основанием лейбла Sain. Уэльская сессионная группа, следуя по стопам своих ирландских коллег Planxty, Cilmeri записала два альбома с уникальным уэльским звучанием. Уэльский фолк-рок включает в себя несколько групп, таких как Moniars, Gwerinos, The Bluehorses, Bob Delyn a’r Ebillion и Taran.
Sain был основан в 1969 году Дафиддом Иваном и Хью Джонсом при поддержке Брайана Моргана Эдвардса. Первоначально лейбл подписывал уэльских певцов, в основном с откровенно политической лирикой, в конечном итоге разветвляясь на множество разных стилей.